# Melissa Barrera
Melissa Barrera Martínez, född 4 juli 1990 i Monterrey i Nuevo León, är en mexikansk skådespelare och sångare. Hon har medverkat i produktioner både i sitt hemland och i USA. Bland dessa märks skräckfilmerna Scream 5 och Scream VI, där hon spelar rollen som Samantha "Sam" Carpenter. Hennes rollfigur är dotter till Billy Loomis, som spelas av Skeet Ulrich och är en av de två originalmördarna i Scream från 1996.
Den 21 november 2023 fick Barrera lämna Scream-serien och den kommande filmen Scream 7, på grund av kommentarer om det pågående kriget mellan Hamas och Israel, som produktionsbolaget Spyglass Media Group uppfattade som antisemitiska.

## Filmografi (i urval)

### Filmer
- 2021 – In the Heights
- 2022 – Scream (även känd som Scream 5)
- 2023 – Scream VI
- 2024 – Abigail

### TV-serier
- 2018–2020 – Vida (TV-serie)
- 2022 – Keep Breathing (TV-serie)